# Enlèvement de Hannah Anderson
Cet article concerne la jeune fille enlevée en 2013. Pour l'actrice canadienne, voir Hannah Anderson.
Hannah Marie Anderson, (née le 22 juillet 1997) fut enlevée à l'âge de seize ans, dans l'après-midi du 3 août 2013 après son entraînement de pom-pom girl au lycée de Sweetwater à National City, en Californie. Le suspect fut identifié plus tard par les autorités comme étant James DiMaggio, un homme de quarante ans, propriétaire d'une maison à Boulevard, en Californie, se trouvant à environ une heure de route du lycée, où Hannah, sa mère Christina et son frère Ethan avaient été invités pour la nuit la veille au soir.
Les corps de Christina, d'Ethan Anderson et du chien de la famille, Cali, furent retrouvés dans la maison brûlée de DiMaggio. Une alerte AMBER fut émise à la suite de l'enlèvement pour retrouver Hannah, qui fut retrouvée vivante à Cascade, Idaho, le 10 août, une semaine après avoir été enlevée. DiMaggio fut tué par des agents du FBI lors d'une fusillade à la Frank Church–River of No Return Wilderness, dans l'Idaho, où il faisait du camping avec Hannah.

## L'enlèvement et la chasse à l'homme

### Les meurtres de Boulevard
James DiMaggio avait invité Christina Anderson et ses enfants à son domicile au 2071 avenue Ross à Boulevard, soi-disant pour leur dire au revoir parce qu'il avait l'intention d'aller au Texas. La famille Anderson, qui vivait à Lakeside, à environ 45 milles (72 km) de distance, est restée à son domicile. Le père de famille, Brett Anderson était alors en voyage d'affaire dans le Tennessee.
Le 4 août, un incendie fut signalé à la maison de DiMaggio ; les pompiers trouvèrent les corps de la mère, Christina, de son fils Ethan, et du chien Cali,. Christina Anderson est morte d'une blessure semblant avoir été causée par un pied-de-biche. Elle fut apparemment torturée, et son corps recouvert d'une bâche. Cali fut abattue et recouverte d'un sac de couchage. Après la découverte, un mandat d'arrestation fut émis contre DiMaggio.
À la fin de septembre 2013, le bureau de médecine légale du comté de San Diego publia les résultats des autopsies de Christina et d'Ethan Anderson. L'autopsie de Christina révéla que des attaches de câble en plastique furent utilisées pour lier ses chevilles, et que du rouleau adhésif fut enroulé autour de son cou et de sa bouche. Son bras droit et ses deux jambes furent fracturées, et il y avait une coupure sur son cou. Elle avait été frappée au moins douze fois à la tête. L'autopsie d'Ethan Anderson détermina que le garçon était mort à cause de l'incendie, mais des fractures pouvaient avoir été provoquées par les événements de la journée des meurtres.

### Enlèvement signalé
Le 4 août 2013, les grands-parents Anderson appelèrent la police et signalèrent que leurs petits-enfants avaient disparu, incitant la police à émettre une alerte AMBER dans tout l'État. La première alerte fut envoyée aux téléphones portables en Californie. Comme le corps de l'enfant trouvé dans les restes de la maison brûlée était trop calciné pour procéder à une reconnaissance, l'alerte AMBER incluait à la fois Hannah et Ethan. La chasse à l'homme s'étendit de la colombie-Britannique, au Canada jusqu'à la Basse-Californie, au Mexique,.

### Les recherches dans l'Idaho
Le 7 août, deux personnes correspondant à la description de DiMaggio et Hannah Anderson auraient été vues par des cavaliers à Cascade, dans l'Idaho. Le lendemain, les autorités en furent informées, les cavaliers ayant regardé un bulletin d'information à propos de l'enlèvement,.

### Fusillade et sauvetage
Le même jour, le véhicule de DiMaggio, une voiture Nissan Versa, fut découvert près de la franchise de Frank Church River of No Return Wilderness. Les plaques d'immatriculation avaient été retirées et  le véhicule avait été dissimulé dans des buissons.
Le 10 août, la police découvrit le campement de DiMaggio et un agent du FBI le tua, près de Morehead Lake autour de dix-sept heures. DiMaggio avait tiré une fois sur les officiers, provoquant les représailles de ceux-ci et causant sa mort. DiMaggio se fit tirer dessus six fois : dans la tête, les bras et le haut du torse. Hannah n'avait pas de blessures visibles, mais fut transportée à l'hôpital local pour une prise en charge psychologique. Par la suite, lorsqu'on lui demanda si elle était heureuse que James DiMaggio soit mort, elle répondit : « oui, absolument ». 

## Le suspect
James Everet Lee DiMaggio, Jr (né le 17 janvier 1973 – mort le 10 août 2013), âgé de quarante ans, était un technicien en télécommunications de San Diego. Selon un ami de DiMaggio, son père, James Everet Lee Sr, serait mort exactement quinze ans jour pour jour avant son fils. L'ami dira que le vieux DiMaggio, qui avait été accusé de tentative d'enlèvement, en 1988, de la fille, âgée de seize ans, d'une ex-petite amie, s'était suicidé le 10 août 1998. Toutefois, les dossiers indiquent que ce suicide avait été commis le 10 août 1995.
DiMaggio était le meilleur ami du mari de Christina, Brett Anderson, et il était comme un oncle pour les enfants. Il les avait aidés dans diverses tâches, comme conduire Hannah et un ami à une rencontre de gymnastique, au cours de laquelle il l'avait énervée en disant qu'il aimerait sortir avec elle, s'ils avaient le même âge. Lors d'un voyage à Los Angeles avec Anderson, DiMaggio s'était également plaint du fait qu'elle « ne lui prêtait pas assez d'attention ». Les amis d'Anderson disaient qu'elle n'aimait pas être seule avec lui et qu'il l'avait « effrayée » par ses commentaires sur le trajet pour la rencontre sportive.
DiMaggio avait inscrit la mère de Brett Anderson comme bénéficiaire de son assurance-vie en 2011, alors qu'il vivait avec elle. Il prévoyait de léguer 112 000 de dollars aux enfants, mais il n'avait pas confiance en leurs parents pour gérer ce legs. Cette révélation poussa les membres de la famille de DiMaggio à demander un test de paternité afin de déterminer s'il était le père des enfants Anderson. Brett qualifia cette demande de « dégoûtante » et une porte-parole de la famille déclara que DiMaggio n'avait pas rencontré Christina avant qu'elle fut enceinte de six mois de Hannah. La famille de DiMaggio, par la suite, retira cette demande de tests ADN.
Selon une enquête, DiMaggio reçut des lettres d'Hannah Anderson qui furent retrouvés à son domicile par les enquêteurs, et échangea plus d'une dizaine d'appels avec elle avant que le meurtre n'eut lieu. Cependant, le shérif Bill Gore du comté de San Diego, déclara qu'Hannah Anderson était une « victime dans tous les sens du terme » et n'avait pas suivi DiMaggio de son plein gré. Les enquêteurs ne soupçonnèrent aucune complicité de sa part. Gore déclara également que les autorités ne pourraient jamais être pleinement en mesure de déterminer les raisons ayant poussé DiMaggio à son acte criminel.

## Dans la culture populaire
- En mai 2015, la Lifetime TV network diffusa un téléfilm Kidnappée par mon oncle (Kidnapped: The Hannah Anderson Story) avec en vedette Jessica Amlee dans le rôle d'Hannah Anderson, Scott Patterson pour James DiMaggio, et Brian McNamara pour Brett Anderson[28],[29]. Hannah fut déçue par le film ; en colère, elle posta sur sa page Instagram qu'elle n'avait jamais donné son autorisation ni d'information pour ce film et que celui-ci contenait des mensonges et des événements faussés.
- L’épisode Sonate pour mineur (Send in the Clowns) de la série télévisée New York, unité spéciale (Law and Order SVU) est partiellement inspiré de cette affaire.